# Лорето (регион)
Лорето (исп. Loreto) — регион на севере Перу. Это самый большой регион страны, занимает почти треть её территории. Также, здесь наименьшая в стране плотность населения (после региона Мадре-де-Дьос), главным образом, из-за отдалённого расположения в районе дождевых лесов Амазонии. Административный центр — город Икитос. Экономическая специализация — сельское хозяйство; перспективные и развивающиеся отрасли — нефтедобыча и экотуризм.

## География и климат
На северо-западе граничит с Эквадором, на севере — с Колумбией, на востоке — с Бразилией, на западе с перуанскими регионами Сан-Мартин и Амасонас, и на юге — с регионами Укаяли и Уануко.
Большая часть территории — заболоченные влажные тропические леса, пронизанные многочисленными реками бассейна Амазонки. Река Амазонка — важная транспортная артерия в непроходимой сельве. Заболоченные земли Амазонской низменности периодически затапливаются.
Средние температуры июня и июля: 17 — 20 °C, с декабря по март они достигают 36 °C. Средний уровень влажности превышает 84 % с сильными дождями на протяжении всего года.
Большая часть региона не связана автомобильными дорогами с основной дорожной сетью Перу и соседних стран, в том числе и столица, город Икитос. Основной транспорт для связи с внешним миром — речной и воздушный.

## Население
Численность населения региона — 883 тысячи человек. Наблюдается убыль населения (-8 тысяч за 10 лет). Уровень урбанизации — 68,7 %. Большая часть населения проживает в городе Икитос и его пригородной зоне. Преобладают мужчины (50,2 %). Доля детей до 14 лет — 36,6 %. Доля грамотного населения — 85 %. Национальный состав: метисы — 82,4 %, коренные амазонские племена, в том числе агуаруна, андоа, бора, ачуар, уамбиса, тукуна, уитото, шипибо-конибо и др. — около 10 %. Конфессиональный состав: 67,3 % — католики, 24,2 % — протестанты.

## Достопримечательности
- Национальный парк Кордильера-Азул
- Национальный парк Альпауайо-Мишана
- Национальный парк Пукакуро
- Национальный парк Пакайя-Самирия
- Национальный парк Гюеппи-Секиме

## Административное деление
Регион делится на 7 провинций, которые в свою очередь подразделяются на 51 район. Провинции включают:

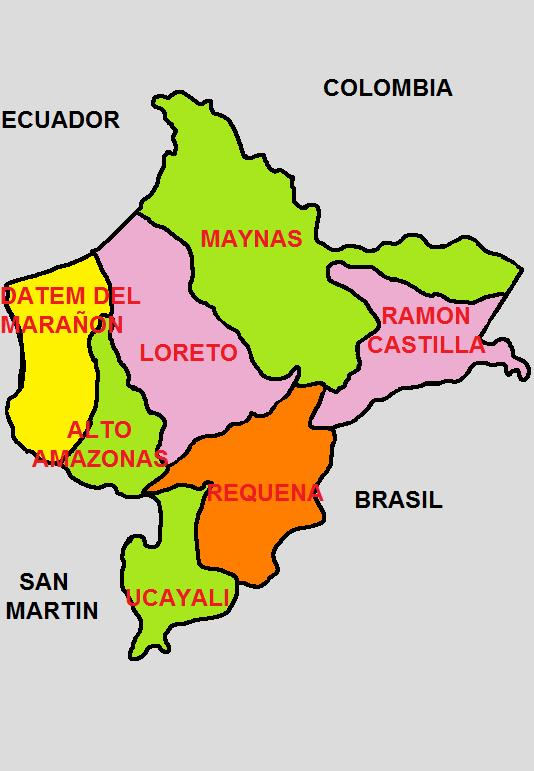
Провинции региона Лорето.

| № | Провинция                                         | Административный центр                              | Население (перепись, 2017 год) |
| - | ------------------------------------------------- | --------------------------------------------------- | ------------------------------ |
| 1 | Майнас (Maynas)                                   | Икитос (Iquitos)                                    | 479 866                        |
| 2 | Альто-Амасонас (Alto Amazonas)                    | Юримагуас (Yurimaguas)                              | 122 725                        |
| 3 | Датем-дель-Мараньон (Datem del Marañón)           | Сан-Лоренсо (San Lorenzo)                           | 48 482                         |
| 4 | Лорето (Loreto)                                   | Наута (Nauta)                                       | 62 437                         |
| 5 | Марискал-Рамон-Кастилья (Mariscal Ramón Castilla) | Кабальокоча (Caballococha)                          | 49 072                         |
| 6 | Рекена (Requena)                                  | Рекена (Requena)                                    | 58 511                         |
| 7 | Укаяли (Ucayali)                                  | Контамана (Contamana)                               | 54 637                         |
| 8 | Путумайо (Putumayo)                               | Сан-Антонио-дель-Эстрехо (San Antonio del Estrecho) | 7 780                          |